# Jan Bejbl
Jan Bejbl (26. září 1893 Vídeň – 24. října 1942 Koncentrační tábor Mauthausen) byl československý legionář, policista, spolupracovník s výsadky Anthropoid, Out Distance a Steel, odbojář z období druhé světové války popravený nacisty.

## Život

### Před první světovou válkou
Jan Bejbl se narodil 26. září 1893 ve Vídni v rodině Jana Bejbla a Františky, rozené Kněžínkové. Dětství prožil v Babíně na Pelhřimovsku, vychodil obecnou a měšťanskou školu, poté se vrátil do Vídně ke studiu na pokračovací škole v truhlářském oboru. Jako truhlář se živil až do vypuknutí první světové války.

### První světová válka a Československé legie
Po vypuknutí první světové války byl Jan Bejbl odveden k 75. pěšímu pluku a v jeho rámci pak na ruskou frontu. Zde padl v červnu 1915 u řeky Dněstr do zajetí. O dva roky později vstoupil do Československých legií a v červenci 1917 byl zařazen k vojsku jako sapér. V dubnu 1918 dosáhl s jednotkou Vladivostoku, zúčastnil se jeho obsazení a poté operace vedené zpět po Transsibiřské magistrále za účelem podpory západněji umístěných jednotek. Mezi zářím a říjnem 1918 absolvoval v Tomsku kurz pro výchovu zákopnických instruktorů, poté se účastnil ochrany a rozšiřování nádraží v Samaře a opravy mostu u Šumkova, následně působil při ochraně magistrály. Dne 6. února 1920 se nalodil na loď do Vancouveru a poté se přepravil po železnici přes americkou pevninu a opět lodí do Evropy, kam dorazil v srpnu téhož roku.

### Mezi světovými válkami
Po návratu do Československa se Jan Bejbl stal policejním inspektorem sloužícím u Policejního ředitelství v Bratislavě. V roce 1923 se oženil s Antonií Chalupovou. Po rozpadu Československa v březnu 1939 se manželé přestěhovali z Bratislavy do Plzně.

### Druhá světová válka
Dne 29. prosince 1941 došlo k seskoku příslušníků Operace Anthropoid Jozefa Gabčíka a Jana Kubiše. Díky navigační chybě k němu došlo u Prahy místo u Plzně, přesto se oba dva dostavili na plzeňskou konspirační adresu k Václavu Královi, Bejblovu známému z Bratislavy. Václav Král oba na silvestra 1941 Janu Bejblovi přivedl a ten jim poskytl pražskou adresu dalšího známého z Bratislavy Václava Růty. Gabčík z Kubišem poté odjeli zpět do Prahy.
V dubnu 1942 se v Plzni na devět dní soustředila skupina československých parašutistů, kromě Kubiše s Gabčíkem se jednalo o Adolfa Opálku, Josefa Valčíka a Karla Čurdu, jejichž úkolem byla příprava operace Canonbury. Středobodem akce byl opět byt Václava Krále, parašutisté byli ubytováni i na dalších místech včetně bytu Bejblových. 
Po atentátu na Heydricha poskytl Jan Bejbl podporu i Oldřichu Dvořákovi z výsadku Steel, kterého spolu s Václavem Králem ukrýval v cele plzeňské policie.
Dne 16. června se na pražském gestapu přihlásil Karel Čurda. Poté se rozjela vlna zatýkání jejíž obětí se staly i manželé Bejblovi. Po zatčení byli vyslýcháni v Praze, poté vězněni v terezínské Malé pevnosti, dne 5. října 1942 stanným soudem odsouzeni k trestu smrti a nakonec 24. října téhož roku zastřeleni při fingované zdravotní prohlídce v koncentračním táboře Mauthausen společně s desítkami dalších českých odbojářů a jejich rodinných příslušníků.

## Posmrtná ocenění
- Jméno Jana Bejbla a jeho manželky je uvedeno na pomníku spolupracovníků parašutistů a jejich rodinných příslušníků, kteří byli popraveni v německém koncentračním táboře Mauthausenu. V lednu 2011 byl slavnostně odhalen na terase kostela sv. Cyrila a Metoděje v Resslově ulici v Praze.[1]
- V ulici Čechova 2260/34 v Plzni byla 25. dubna 2017 manželům Bejblovým odhalena pamětní deska.[2]

## Galerie

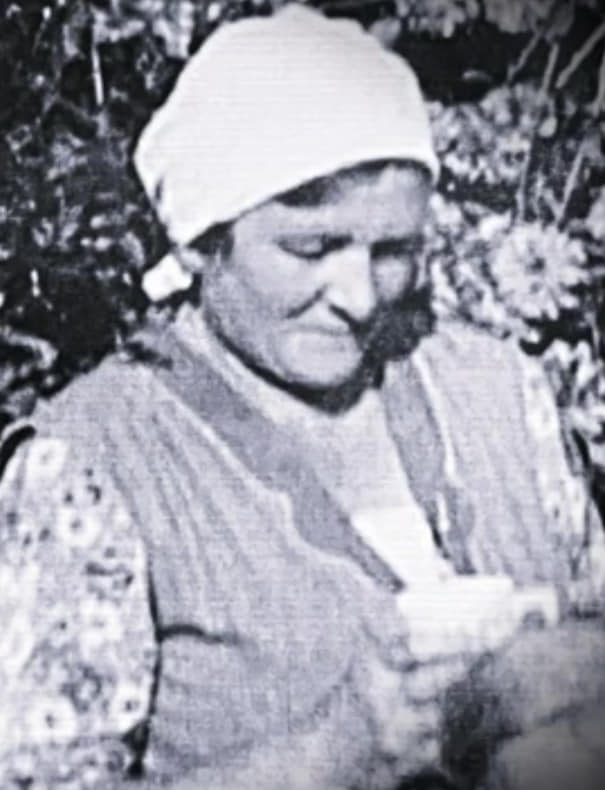
manželka Antonie Bejblová, rozená Chalupová
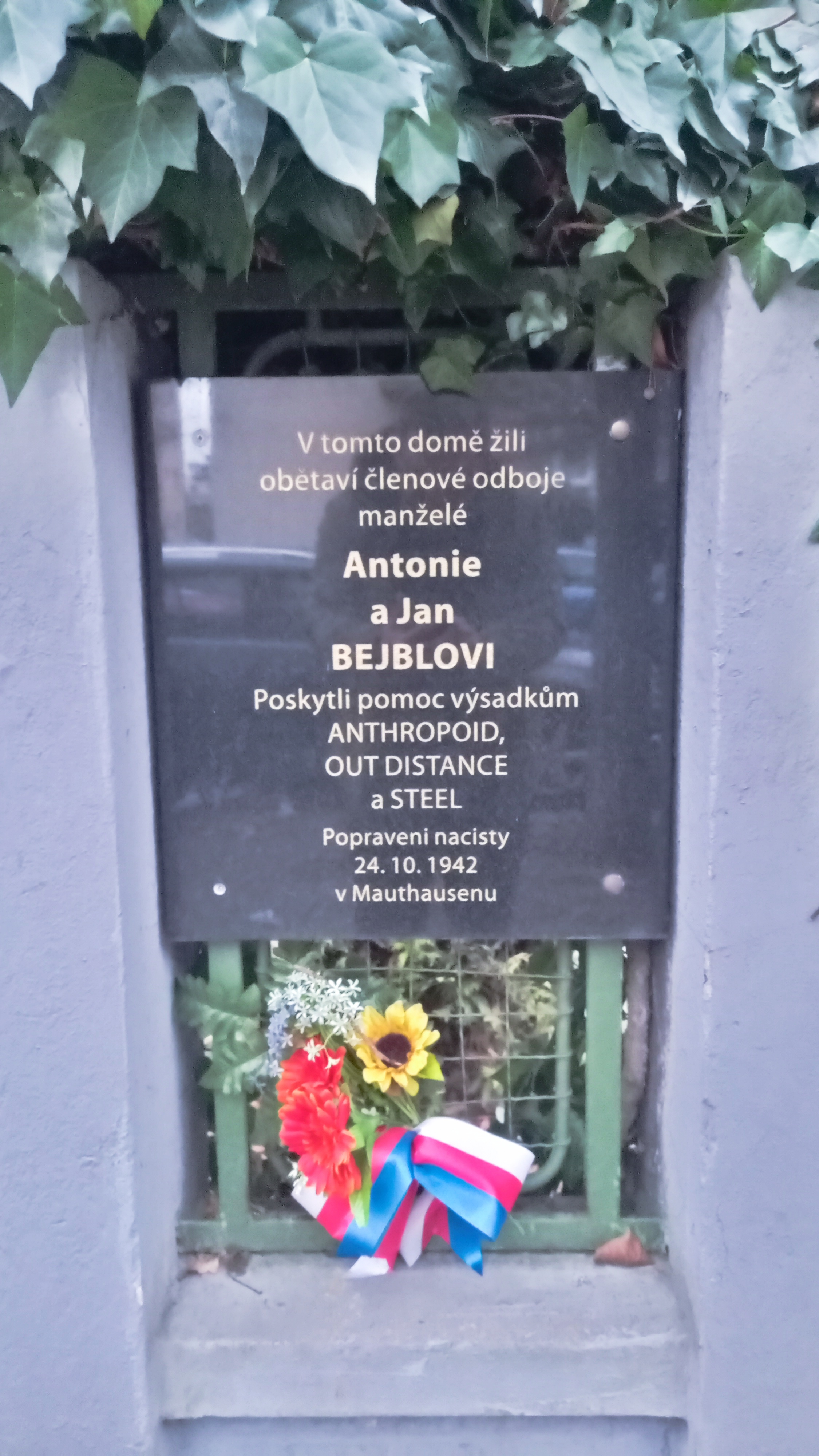
Pamětní deska manželů Bejblových v Čechově ulici v Plzni
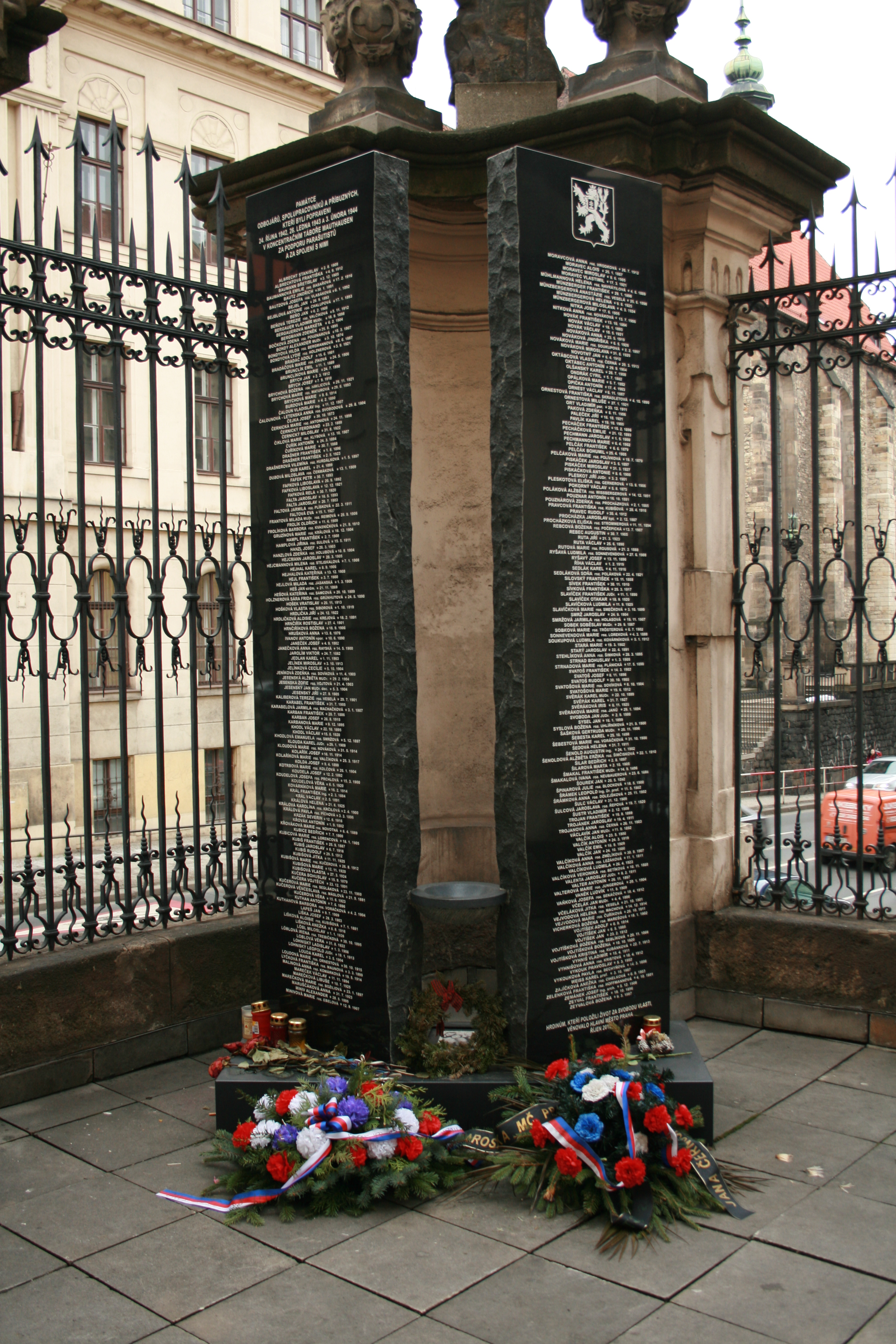
Pomník spolupracovníků parašutistů a jejich rodinných příslušníků na terase kostela sv. Cyrila a Metoděje v Resslově ulici v Praze